# Mericitabine
Mericitabine (RG-7128) là một loại thuốc chống vi-rút, một chất tương tự deoxycytidine (một loại tương tự nucleoside). Nó được phát triển như một phương pháp điều trị viêm gan C, hoạt động như một chất ức chế RNA polymerase NS5B, nhưng trong khi nó cho thấy một hồ sơ an toàn tốt trong các thử nghiệm lâm sàng, nó không đủ hiệu quả để được sử dụng như một tác nhân độc lập. Tuy nhiên, mericitabine đã được chứng minh là làm tăng hiệu quả của các loại thuốc chống vi-rút khác khi được sử dụng cùng với chúng, và vì hầu hết các chế độ điều trị hiện đại cho bệnh viêm gan C đều sử dụng liệu pháp phối hợp của một số loại thuốc chống vi-rút, các thử nghiệm lâm sàng đã tiếp tục xem liệu nó có thể tạo thành một phần của chương trình điều trị thuốc hữu ích lâm sàng.